# رود ویگا
رود ویگا (انگلیسی: Viga) یک رودخانه در استان کوسترومای کشور روسیه است.